# Lega Nazionale A 1988-1989 (calcio femminile)
La Lega Nazionale A 1988-1989, campionato svizzero femminile di prima serie, si concluse con la vittoria del FC Rapid Lugano.

## Classifica
|  | Pos. | Squadra           | Pt | G  | V  | N | P  | GF | GS | DR  |
|  | ---- | ----------------- | -- | -- | -- | - | -- | -- | -- | --- |
|  | 1.   | Rapid Lugano      | 31 | 18 | 15 | 1 | 2  | 43 | 10 | +33 |
|  | 2.   | Seebach           | 29 | 18 | 13 | 3 | 2  | 79 | 27 | +52 |
|  | 3.   | Blue Stars Zurigo | 25 | 18 | 10 | 5 | 3  | 51 | 25 | +26 |
|  | 4.   | Berna             | 22 | 18 | 10 | 2 | 6  | 34 | 17 | +17 |
|  | 5.   | Schwerzenbach     | 18 | 18 | 7  | 4 | 7  | 52 | 43 | +9  |
|  | 6.   | Rapperswil        | 15 | 18 | 6  | 3 | 9  | 20 | 40 | -20 |
|  | 7.   | Therwil           | 14 | 18 | 5  | 4 | 9  | 21 | 41 | -20 |
|  | 8.   | Rot-Schwarz Thun  | 12 | 18 | 4  | 4 | 10 | 23 | 40 | -17 |
|  | 9.   | Urdorf            | 8  | 18 | 3  | 2 | 13 | 22 | 64 | -42 |
|  | 10.  | Soletta           | 6  | 18 | 1  | 4 | 13 | 10 | 48 | -38 |

Legenda:

      Campione di Svizzera.
      Relegata in 1ª Lega.
Note:

Due punti a vittoria, uno a pareggio, zero a sconfitta.